# Річмонд (парафія, Нью-Брансвік)
Річмонд (англ. Richmond) — парафія в Канаді, у провінції Нью-Брансвік, у складі графства Карлтон.

## Населення
За даними перепису 2016 року, парафія нараховувала 1303 особи, показавши скорочення на 4,1%, порівняно з 2011-м роком. Середня густина населення становила 5 осіб/км².
З офіційних мов обидвома одночасно володіли 125 жителів, тільки англійською — 1 170, а 5 — жодною з них. Усього 20 осіб вважали рідною мовою не одну з офіційних.
Працездатне населення становило 67% усього населення, рівень безробіття — 5,5% (10,1% серед чоловіків та 3% серед жінок). 84,9% осіб були найманими працівниками, а 15,8% — самозайнятими.
Середній дохід на особу становив $36 385 (медіана $27 488), при цьому для чоловіків — $41 183, а для жінок $31 727 (медіани — $33 408 та $23 962 відповідно).
35,3% мешканців мали закінчену шкільну освіту, не мали закінченої шкільної освіти — 18,3%, 46,3% мали післяшкільну освіту, з яких 20,8% мали диплом бакалавра, або вищий.
| Статево-вікова структура населення | Статево-вікова структура населення | Статево-вікова структура населення | Статево-вікова структура населення | Статево-вікова структура населення |
| ---------------------------------- | ---------------------------------- | ---------------------------------- | ---------------------------------- | ---------------------------------- |
|                                    |                                    |                                    |                                    |                                    |
| Всього                             | Всього                             | 48,7%51,3%                         |                                    |                                    |
| 0 — 14 років                       | 0 — 14 років                       |                                    | 16,2%                              | 16,2%                              |
| 15 — 64 років                      | 15 — 64 років                      |                                    | 66,2%                              | 66,2%                              |
| 65 і більше                        | 65 і більше                        |                                    | 17,7%                              | 17,7%                              |
| 85 і більше                        | 85 і більше                        |                                    | 0,8%                               | 0,8%                               |
| Середній вік (років)               | Середній вік (років)               | 41,442,4                           | 41,9                               | 41,9                               |
| Медіана (років)                    | Медіана (років)                    | 44,444,9                           | 44,7                               | 44,7                               |
| — чоловіки — жінки                 |                                    |                                    |                                    |                                    |

| Походження мешканців:     | Походження мешканців:     | Походження мешканців: | Походження мешканців: | Походження мешканців: |
| ------------------------- | ------------------------- | --------------------- | --------------------- | --------------------- |
| Походження                |                           |                       | осіб                  | %                     |
| Корінні американці        | Корінні американці        |                       | 30                    | 2.3%                  |
| Інше північноамериканське | Інше північноамериканське |                       | 825                   | 63.22%                |
| Європейське               | Європейське               |                       | 770                   | 59%                   |
| британське                | британське                |                       | 665                   | 50.96%                |
| французьке                | французьке                |                       | 105                   | 8.05%                 |
| Африканське               | Африканське               |                       | 15                    | 1.15%                 |
| Азійське                  | Азійське                  |                       | 15                    | 1.15%                 |

| Зайнятість населення за галузями (за класифікацією NOC): | Зайнятість населення за галузями (за класифікацією NOC): | Зайнятість населення за галузями (за класифікацією NOC): | Зайнятість населення за галузями (за класифікацією NOC): | Зайнятість населення за галузями (за класифікацією NOC): |
| -------------------------------------------------------- | -------------------------------------------------------- | -------------------------------------------------------- | -------------------------------------------------------- | -------------------------------------------------------- |
|                                                          |                                                          |                                                          |                                                          |                                                          |
| Управління                                               | Управління                                               |                                                          | 12,2%                                                    | 12,2%                                                    |
| Бізнес, фінанси та адміністрування                       | Бізнес, фінанси та адміністрування                       |                                                          | 14,3%                                                    | 14,3%                                                    |
| Природничі та прикладні науки                            | Природничі та прикладні науки                            |                                                          | 4,1%                                                     | 4,1%                                                     |
| Охорона здоров'я                                         | Охорона здоров'я                                         |                                                          | 5,4%                                                     | 5,4%                                                     |
| Освіта, правозахист, муніципальні та урядові служби      | Освіта, правозахист, муніципальні та урядові служби      |                                                          | 8,8%                                                     | 8,8%                                                     |
| Роздрібна торгівля та послуги                            | Роздрібна торгівля та послуги                            |                                                          | 24,5%                                                    | 24,5%                                                    |
| Гуртова торгівля, транспорт та обладнання                | Гуртова торгівля, транспорт та обладнання                |                                                          | 19,7%                                                    | 19,7%                                                    |
| Природні ресурси, сільське господарство                  | Природні ресурси, сільське господарство                  |                                                          | 5,4%                                                     | 5,4%                                                     |
| Виробництво                                              | Виробництво                                              |                                                          | 5,4%                                                     | 5,4%                                                     |

## Клімат
Середня річна температура становить 4,4°C, середня максимальна – 23,2°C, а середня мінімальна – -17,9°C. Середня річна кількість опадів – 1 067 мм.
| Клімат поселення                              | Клімат поселення | Клімат поселення | Клімат поселення | Клімат поселення | Клімат поселення | Клімат поселення | Клімат поселення | Клімат поселення | Клімат поселення | Клімат поселення | Клімат поселення | Клімат поселення | Клімат поселення |
| Показник                                      | Січ.             | Лют.             | Бер.             | Квіт.            | Трав.            | Черв.            | Лип.             | Серп.            | Вер.             | Жовт.            | Лист.            | Груд.            |                  |
| Середній максимум, °C                         | −4,75            | −3,48            | 2,77             | 9,95             | 16,98            | 22,03            | 23,16            | 22,37            | 17,14            | 11,03            | 4,79             | −3,11            |                  |
| Середня температура, °C                       | −11,31           | −10,06           | −3,8             | 3,37             | 10,41            | 15,47            | 18,80            | 17,98            | 12,78            | 6,65             | 0,42             | −7,48            |                  |
| Середній мінімум, °C                          | −17,88           | −16,62           | −10,37           | −3,2             | 3,84             | 8,90             | 14,43            | 13,64            | 8,42             | 2,29             | −3,96            | −11,86           |                  |
| Норма опадів, мм                              | 92               | 63               | 78               | 82               | 92               | 89               | 100              | 97               | 92               | 89               | 99               | 94               |                  |
| Середньомісячна швидкість вітру, м/с          | 3.60             | 3.70             | 3.92             | 3.80             | 3.50             | 3.10             | 2.80             | 2.61             | 2.90             | 3.30             | 3.50             | 3.50             |                  |
| Середньомісячна сонячна радіація, кДж/м²·день | 5185             | 8324             | 12138            | 15657            | 18390            | 20367            | 19725            | 17523            | 13096            | 8247             | 4947             | 4102             |                  |
| --------------------------------------------- | ---------------- | ---------------- | ---------------- | ---------------- | ---------------- | ---------------- | ---------------- | ---------------- | ---------------- | ---------------- | ---------------- | ---------------- | ---------------- |
| Джерело:                                      |                  |                  |                  |                  |                  |                  |                  |                  |                  |                  |                  |                  |                  |